# Antonio Creus
Antonio Creus Rubín de Celis (Madrid, 28 de octubre de 1924-19 de febrero de 1996) fue un piloto de automovilismo español. Participó en un Gran Premio de Fórmula 1, el 7 de febrero de 1960 en Argentina, en el que sólo pudo completar 16 vueltas al circuito con un Maserati privado.

## Resultados

### Fórmula 1
(Clave) (negrita indica pole position) (cursiva indica vuelta rápida)

| Año     | Escudería     | 1       | 2   | 3   | 4   | 5   | 6   | 7   | 8   | 9   | 10  | Pos. | Puntos |
| ------- | ------------- | ------- | --- | --- | --- | --- | --- | --- | --- | --- | --- | ---- | ------ |
| 1960    | Antonio Creus | ARG Ret | MON | 500 | NED | BEL | FRA | GBR | POR | ITA | USA | NC   | 0      |
| Fuente: |               |         |     |     |     |     |     |     |     |     |     |      |        |